# Villa Fidelia
Villa Fidelia, o Costanzi, è un edificio cintato secentesco dotato di un grande parco e giardino all'italiana, costruito sul sito di un santuario romano del IV secolo. Sorge nei dintorni di Spello, in provincia di Perugia, alla base di un colle, lungo la Strada Centrale Umbra.
Furono gli Urbani, agiata famiglia spellana, nel XVII secolo, a realizzare il nuovo desiderio della nobiltà di possedere una villa in campagna, fuori le mura, dove trascorrere la buona stagione.

## Storia

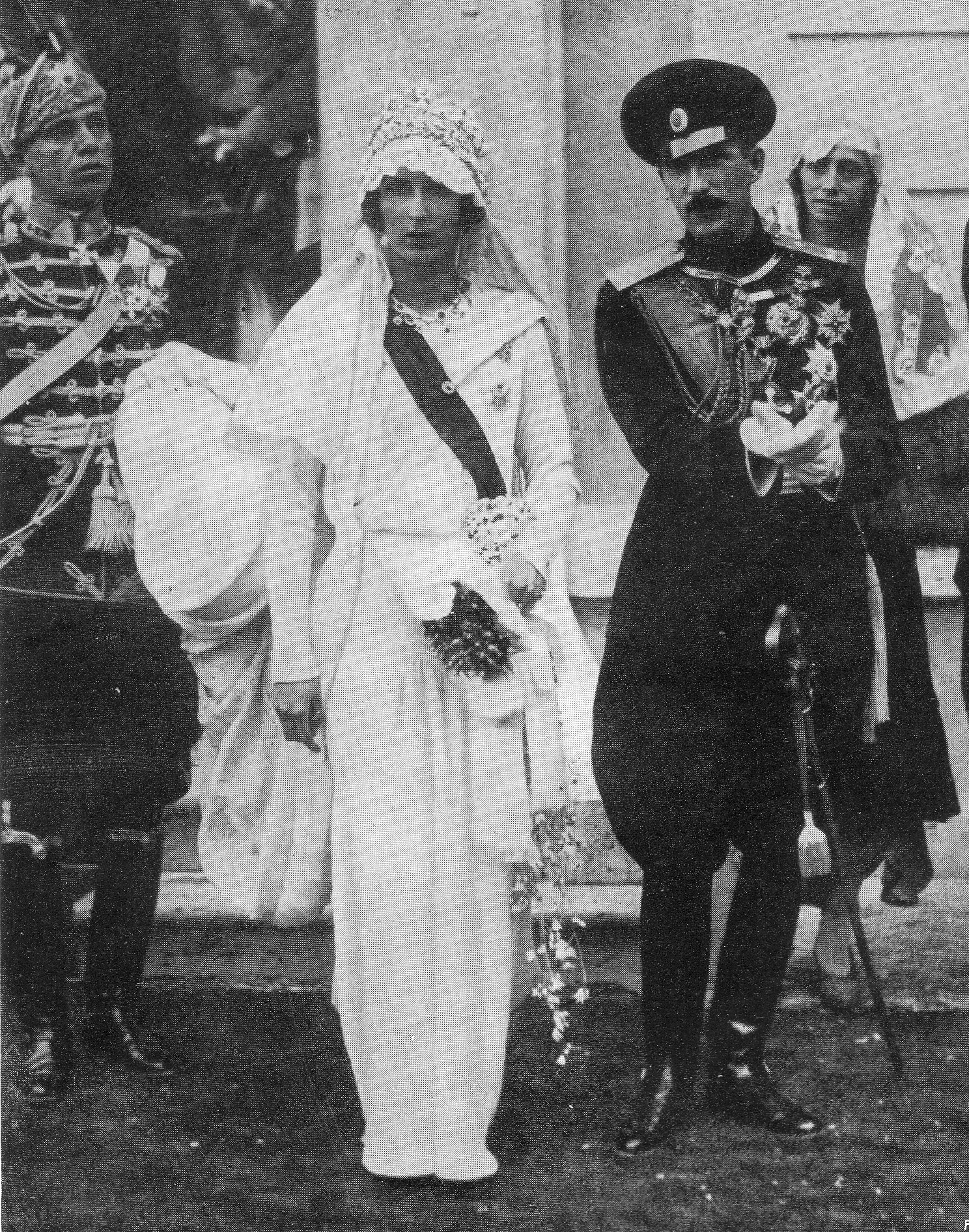
Boris III di Bulgaria e Giovanna di Savoia si recano a villa Fidelia

Scorcio della villa col parco.

La villa, nel Settecento, venne acquisita dall'aristocratica Teresa Pamphili Grillo che mise in atto un piano di radicale trasformazione. Ai primi del nuovo secolo l'architetto folignate Giuseppe Piermarini, famoso autore del Teatro alla Scala di Milano, fece edificare un padiglione di villeggiatura, successivamente modificato.
 Il corpo principale della villa fu ripartito in cinque piani, di cui due sotto la superficie del suolo. Le facciate furono doviziosamente decorate soprattutto con elementi barocchi, ma anche moderatamente neoclassici.
 Un'imponente scalinata e un elegante ingresso ebbero il fine di impreziosire il prospetto principale. Fu anche maggiormente curato il giardino e la leggera fortificazione della villa.
L'interno era caratterizzato da un salone delle feste con un importante camino, piacevoli stanze di soggiorno e di riposo, una galleria che dava sul terrazzo, da cui si poteva apprezzare in pieno la pianura di Spello e i monti di Cannara.
 Alla Pamphili Grillo subentrarono nella proprietà gli Sperelli e i Piermarini che fecero allestire il giardino vesuviano e la fontana di Diana.
 Nel 1845 la villa passò ai Tani-Menicacci e al Collegio Vitale Rosi, i cui responsabili apportarono modifiche non interessanti.
 Infine la costruzione pervenne ai Costanzi (dai quali il nome): costoro alienarono la parte più antica alle Suore Missionarie d'Egitto e tutto il resto (serra, galoppatoio...) alla provincia di Perugia che adibì l'edificio a contenitore di mostre e collezioni d'arte.
 Oltre al lecceto, all'oliveto e al piccolo bosco, il complesso conserva in buone condizioni un piccolo oratorio dedicato a San Fedele, da cui deriva, ancora oggi, la più conosciuta denominazione, Fidelia, della villa.
Il 25 ottobre 1930 il prestigio della dimora barocca indusse il re d'Italia Vittorio Emanuele III a sceglierla come sede del fastoso ricevimento per le nozze (celebrate nella basilica di San Francesco in Assisi) della figlia Giovanna con il re Boris III di Bulgaria.